# 北胶新河
北胶新河，位于中国山东省中部，是1975年人工开挖的的新河，因其向北注入北胶莱河，故名。北胶新河东起高密市姜庄镇梁家村（原属仁和镇）南，向西北流，先后拦截柳沟河、五龙河，至大牟家镇西泊子村（原属周戈庄镇）北进入昌邑市，穿过引黄济青干渠，于饮马镇陈家流河村（原属石埠镇）东南入北胶莱河。全长38.81公里，流域面积包括截取的河段在内共1191平方公里，河宽180米，最大通水流量545立方米每秒。